# Маастрихт
Маа́стрихт (также Маастри́хт, нидерл. Maastricht [maːˈstʁɪçt] (южн.) / [maːˈstɾɪxt] (сев.), лимб. Mestreech [məˈstʁeːç], лат. Mosae Traiectum) — город на юго-востоке Нидерландов, административный центр провинции Лимбург и общины Маастрихт. Население — 121 050 человек (по состоянию на 2012 год). Основан одновременно со строительством и у моста через реку Маас в I веке н. э. В городе много исторических памятников. В 1992 году здесь был заключён Маастрихтский договор о создании Европейского союза и ряд с ним связанных соглашений.

## География
Площадь территории — 59 км², площадь воды — 3 км². Город расположен на берегах Мааса вблизи стыка границ Нидерландов, Германии и Бельгии, всего в 3 км от бельгийской границы. Здесь же сходятся каналы Льеж-Маастрихт, Юлианы и Зюйд-Виллемс.

## История

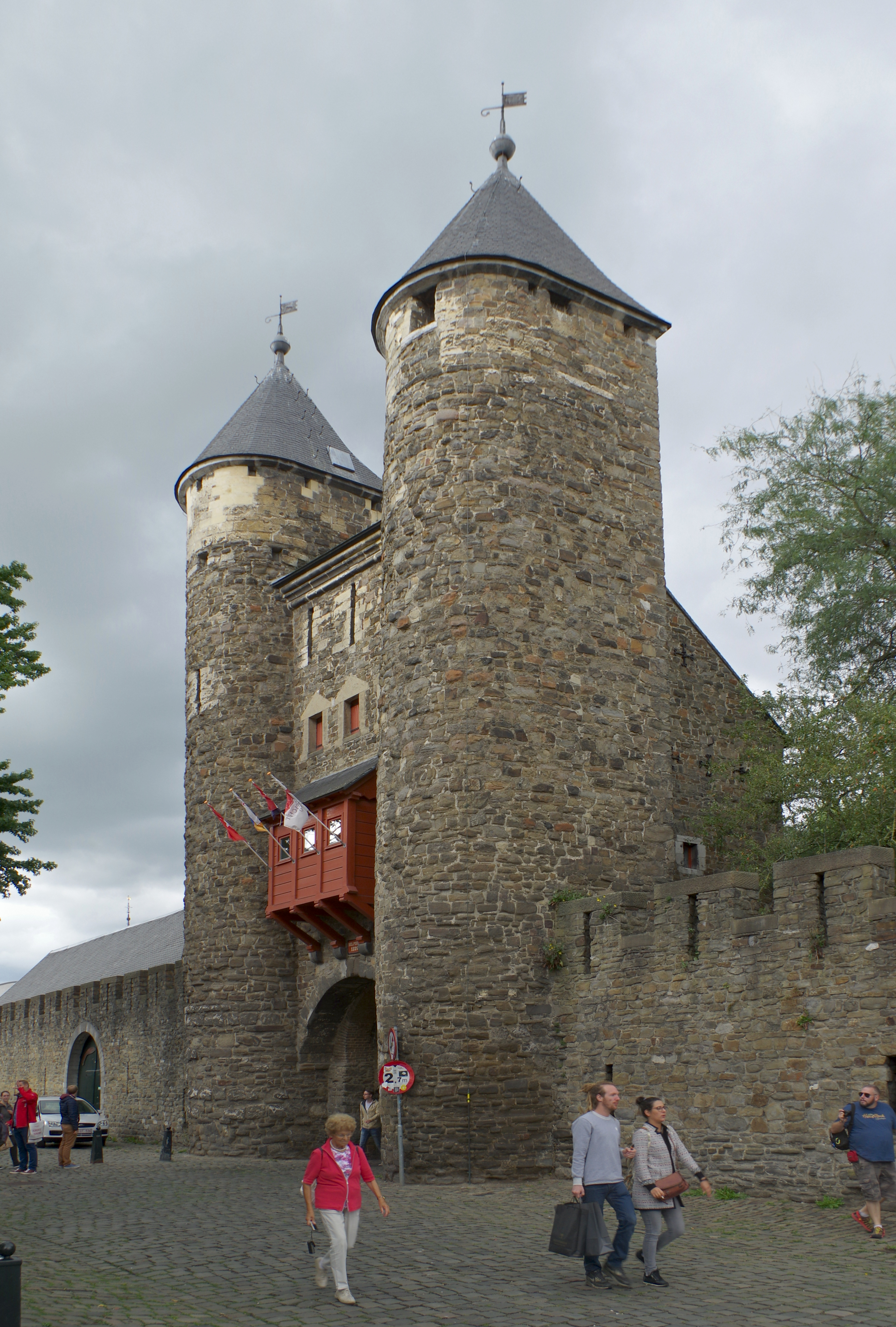
«Адовы врата» (XIII век)

Неизвестно, был ли город основан местными племенами или же завоевавшими их римлянами, но в начале I века н. э. на месте Маастрихта была построена военная крепость с мостом через Маас, отсюда римское название поселения — Трае́ктум-ад-Мо́зам (лат. Traiectum ad Mosam — «Переход через Мозу (Маас)»). Мост был важным звеном в главной дороге между Багакумом и Колонией Агриппины. Первый в этих краях епископ, святой Серваций, избрал в 382 г. Маастрихт своей резиденцией. Значение религиозного центра Нижних земель город сохранял до 721 года, когда вслед за убийством епископа Ламберта кафедра была перенесена в Льеж.
В средние века сеньорами Маастрихта одновременно считались епископ Льежский и герцог Брабантский. В 1632 г. город был отвоёван голландцами у Испании и вошёл в состав Соединённых провинций, однако и после того управлялся не только из Амстердама, но и из Льежа. Во время Бельгийской революции (1830—1832) чуть не вошёл в состав Бельгии.
В силу стратегического местоположения Маастрихт становился первым городом республики, в который в 1673, 1748 и 1794 гг. вторгались французские войска. Он же первым принял на себя удар немцев в 1940 году, и его же первым освободили союзники 4 года спустя. В 1992 году в Маастрихте было подписано соглашение об учреждении валютного союза стран ЕС, известное как Маастрихтский договор.

## Климат
В Маастрихте мягкий умеренный климат.
- Среднегодовая температура воздуха — 9,5 °C
- Относительная влажность воздуха — 81,1 %

| Показатель                    | Янв. | Фев. | Март | Апр. | Май  | Июнь | Июль | Авг. | Сен. | Окт. | Нояб. | Дек. | Год   |
| ----------------------------- | ---- | ---- | ---- | ---- | ---- | ---- | ---- | ---- | ---- | ---- | ----- | ---- | ----- |
| Средний суточный максимум, °C | 4,4  | 5,5  | 8,9  | 12,6 | 17,3 | 20,3 | 21,9 | 21,9 | 18,8 | 14,5 | 8,6   | 5,4  | 13,3  |
| Средняя температура, °C       | 2,0  | 2,5  | 5,2  | 8,2  | 12,5 | 15,5 | 17,2 | 17,0 | 14,2 | 10,5 | 5,8   | 3,0  | 9,5   |
| Средний суточный минимум, °C  | −0,6 | −0,5 | 1,6  | 3,8  | 7,6  | 10,7 | 12,4 | 12,3 | 9,9  | 6,8  | 2,8   | 0,4  | 5,6   |
| Норма осадков, мм             | 58,9 | 53,2 | 62,2 | 52,6 | 62,2 | 74,1 | 70,6 | 66,4 | 56,6 | 60,5 | 69,4  | 72,8 | 759,5 |
| Источник: World Climate       |      |      |      |      |      |      |      |      |      |      |       |      |       |

## Достопримечательности
Памятники маастрихтской старины включают перекинутый через Маас мост Святого Сервация (ок. 1280 г.), бывшее здание суда (ок. 1475 г.), барочную ратушу (1658-64) и многочисленные особняки, отражающие эволюцию фламандских архитектурных вкусов со времён Ренессанса.

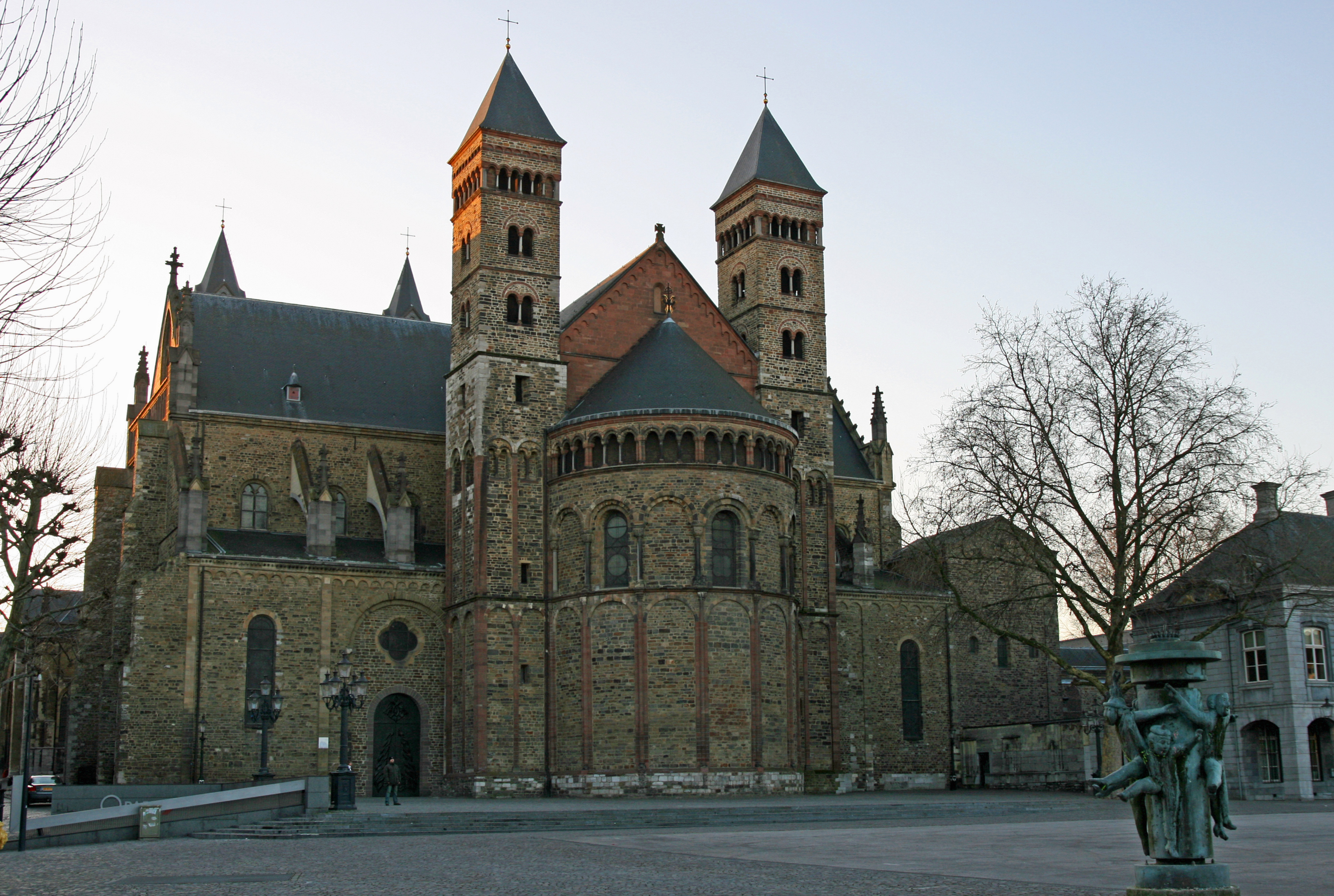
Базилика Святого Серватия

Сохранились фрагменты бастионов и монументальные средневековые ворота (1229), называемые «вратами ада» (Helpoort). Остальные укрепления были разрушены Вобаном при осаде Маастрихта в 1673 году: это событие вошло в учебники военного искусства. При взятии города сложил голову бравый мушкетёрский капитан-лейтенант д’Артаньян (в старом замковом парке ему установлен памятник).
Среди многочисленных средневековых храмов выделяется собор святого Сервация — старейший в стране: базилика была заложена в VI веке, близкий к нынешнему романский облик приобрела в XI—XII вв., её расширение и украшение продолжалось до конца средних веков. Церковь Святого Иоанна, ныне занятая протестантами, славится своей 75-метровой колокольней. В базилике Девы Марии, несмотря на бесчисленные перестройки, уцелела крипта 1000-летней давности.
Южнее Маастрихта, в местечке Синт-Питерсберг, со времён античности велась добыча мергеля. Общая протяжённость созданных рудокопами туннелей превышает 320 км. Во время войн маастрихтцы прятали в них дичь, скот, беженцев и произведения искусства.

## Культура
В Маастрихте расположен самый молодой университет Нидерландов — Университет Маастрихта (1976).
В маастрихтском Боннефантенмузеуме собраны сокровища старонидерландского искусства. Современное здание музея построено в 1990-е гг. по проекту Альдо Росси.

## Транспорт
В Маастрихте имеется аэропорт Маастрихт-Ахен, в восьми километрах к северу от города, связанный с другими европейскими аэропортами регулярным сообщением. Последний внутринидерландский рейс KLM, Амстердам — Маастрихт, использовавшийся в основном как плечо для пересадки в Амстердаме, был отменён за нерентабельностью 26 ноября 2008 года.
Железная дорога связывает Маастрихт как с другими нидерландскими городами (Амстердам, Эйндховен, Утрехт, Хертогенбос), так и с близлежащим бельгийским городом Льеж (рейсы выполняет бельгийский оператор NMBS) и немецким городом Ахен (рейсы выполняет нидерландская компания Arriva).

## Спорт
В городе выступает футбольный клуб «МВВ Маастрихт», периодически выступающий в высшем дивизионе голландского футбола. Есть команды по американскому футболу и лакроссу. В Маастрихте несколько раз стартовала и финишировала однодневная велогонка «Амстел Голд Рейс», но в последние годы она финиширует в других местах.

## Религия
Согласно данным за первую половину 2013 года, структура религиозной принадлежности была примерно такова:
- Римско-католики: 60 %[7]
- Протестантская церковь Нидерландов (PKN): 2,8 %[8]
- Прочие христианские конфессии: 2,2 %
- Ислам: 3,3 %[8]
- Буддизм: 0,4 %
- Иудаизм: 0,2 %
- Индуизм: 0,1 %
- Без религии: 30,9 %[8]

Также в период 2010—2014 гг. 69,8 % населения считали себя религиозными, из них 60,4 % — католиками, а регулярное посещение мессы было характерно только для 13,9 %.

### Католицизм
Католицизм является культурным и архитектурным фундаментом города.
Маастрихт — культурная крепость локального католицизма:
Базилика Святой Девы Марии («Star of the Sea») и базилика Святого Серватиуса — древние центры паломничества с корнями в XI—XII веках.
Современные обряды: процессия «Pilgrimage of the Relics» (последний проход — май-июнь 2018 г.) собирает десятки тысяч паломников.
Несмотря на традиционную католическую идентичность региона (Лимбург остаётся примерно на 2/3 католической провинцией), церковная практика снижается: только около 6 % католиков посещают мессу регулярно по стране. Тем не менее, католицизм остаётся частью культурного кода региона — в отличие от протестантского «сухого» традиционализма. Культурные и традиционные практики — карнавал, массовая процессия, архитектура — сохраняются как важные символы региональной идентичности.

### Другие христианские течения
Протестанты (PKN и прочие деноминации) составляют около 5 % населения вместе с другими христианскими групповыми течениями. В центре города рядом с католическими базиликами стоит Синт‑Янс-керка — бывший готический католический, ныне реформатский протестантский храм. Действуют англиканские, баптистские, евангелические церкви, есть службы на английском, немецком и даже мандаринском.
Армянская Апостольская церковь: Церковь Сурб Карапет.

### Ислам
Исламская община в Маастрихте скромна по численности (около 3-4 %), но активна и устойчива. В городе и сразу вокруг имеются несколько мечетей (El Fath, Tevhid и др.), несмотря на то, что некоторые находятся в соседних муниципалитетах.

### Иудаизм
История еврейской общины долгая и драматичная. Евреи присутствовали с XIII в., новая община возникла после 1796 г., в XIX веке — симпатичная синхронно с 1840 г., но затем сократилась к началу XX, особенно после Холокоста. Сегодня — около 0,2 % населения; одна синагога действует, община объединена с другими в провинции.

### Восточные религии и нетеистические направления
Буддисты: ≈ 0,4 %, индуисты: ≈ 0,1 % (в основном — приезжие и студенты). Присутствуют также группы йоги, медитации и совершенно нерелигиозные — ≈ 30 % населения выбрали светскую позицию.

## Известные уроженцы и жители
- Фемке-Анна Броере (род. 1972) — нидерландская актриса, активно игравшая в театрах города.
- Андре Рьё (род. 1949) — нидерландский дирижёр и скрипач, называемый в прессе Королём вальса